# Sverre Bergh
Pour les articles homonymes, voir Bergh (homonymie).
Sverre Arvid Bergh, né le 2 novembre 1915 à Hamar – mort le 8 décembre 1980 à Bergen, est un compositeur et organiste norvégien. Il a été directeur du Festival international de Bergen.